# Benedict Samuel
Benedict Samuel (Sydney, 15 aprile 1988) è un attore, sceneggiatore e regista australiano.

## Biografia
Ultimo dei tre figli di Maree e Clifford Samuel, ha un fratello maggiore di nome Xavier, anch'esso attore, e una sorella maggiore di nome Bridget che è una regista teatrale. Laureato al NIDA, inizia scrivendo numerosi cortometraggi tra cui il noto Sanctuary del 2012 dove il fratello è il protagonista. Molto attivo in teatro, recita in numerose opere sia moderne che classiche, tra cui Sex Wars, recitato quando era ancora al NIDA. Al Malthouse Theatre di Melbourne recita nella nota opera teatrale  'Tis Pity She's a Whore e dal 2011 prende parte in numerose serie televisive in ruoli minori. Raggiunge la notorietà nel 2015 interpretando il capo dei lupi nella famosa serie The Walking Dead, che ricopre fino al 2016. Sempre nello stesso anno entra nel cast principale della terza stagione di Gotham, dove interpreta l'ipnotizzatore Jervis Tetch / Cappellaio Matto.

## Filmografia

### Cinema
- Underground: The Julian Assange Story, regia di Robert Connolly (2012)
- Asthma, regia di Jake Hoffman (2014)
- Effetto Lucifero (The Stanford Prison Experiment), regia di Kyle Patrick Alvarez (2015)
- The Walk, regia di Robert Zemeckis (2015)
- Il duello - By Way of Helena (The Duel), regia di Kieran Darcy-Smith (2016)
- Pimped, regia di David Barker (2018)

### Televisione
- Paper Giants: The Birth of Cleo – miniserie TV, episodio 1x02 (2011)
- Home and Away – serial TV, 8 puntate (2011)
- The Walking Dead – serie TV, 5 episodi (2015-2016)
- The Beautiful Lie – miniserie TV, 6 episodi (2015)
- Childhood's End – miniserie TV, episodio 1x01 (2015)
- Secret City – serie TV, 6 episodi (2016)
- Gotham – serie TV, 15 episodi (2016-2019)
- Chicago P.D. – serie TV, episodio 6x12 (2019)
- FBI: Most Wanted – serie TV, episodio 4x01 (2022)

### Cortometraggi
- Kiss, regia di Alex Murawski (2011)
- The Shed, regia di Megan Riakos (2012)
- The Little House, regia di Matisse Ruby (2014)
- Oscar Wilde's the Nightingale and the Rose, regia di Del Kathryn Barton e Brendan Fletcher (2015)

## Doppiatori italiani
Nelle versioni in italiano delle opere in cui ha recitato, Benedict Samuel è stato doppiato da:
- Paolo Vivio in The Walking Dead
- Luca Mannocci in The Walk
- Alberto Franco in Underground: The Julian Assange Story
- Riccardo Scarafoni in Childhood's End
- Daniele Raffaeli in Secret City
- Davide Lepore in Gotham
- Raffaele Carpentieri in FBI: Most Wanted